# パーマストンノース
パーマストンノース（英: Palmerston North、マオリ語: Te Papa-i-oea）は、ニュージーランド北島にある都市。日本ではパーマストン・ノースとも表記される。人口は8万1500人（2020年）
首都ウェリントンから約140km北に位置する。マナワツ・ワンガヌイ地方の中心都市である。ニュージーランドで11番目に大きい面積で、7番目の人口をもつ市である。マッセー大学、UCOLもしくは、インターナショナル・パシフィック・カレッジの学生が人口の大きな割合を占めている。
市街の北東5kmにパーマストンノース空港がある。

## 地理

### 地名の由来
もともとの名前は、19世紀半ばのイギリス首相のパーマストン子爵ヘンリー・ジョン・テンプルにちなみ名付けられた。しかし1971年、パーマストンという地名は南島にも存在したため、区別するためノース（北島）が付け加えられた。
マオリ語では、パムタナ（Pamutana）という。しかし、パムタナと呼ぶ事は少なくパパイオエア(Papaioea)と呼ばれる。パパイオエアの意味は、なんて美しい！（How beautiful it is!）である。

### マナワツ川
マナワツ地区を流れる川。マナワツ渓谷が隣町のウッドビルに行く途中にある。

### スクエア
町の中心にある正方形の広場。真ん中に時計台があり夜はライトアップされる。スクエアを囲むように、商店が並んでいる。

### 気候
降水量は冬から春にかけて多く、ニュージーランドでは平均的な量である。夏は晴れが多いが、冬は雨が多く曇りがちになる。
| パーマストンノース (1981−2010)の気候 | パーマストンノース (1981−2010)の気候 | パーマストンノース (1981−2010)の気候 | パーマストンノース (1981−2010)の気候 | パーマストンノース (1981−2010)の気候 | パーマストンノース (1981−2010)の気候 | パーマストンノース (1981−2010)の気候 | パーマストンノース (1981−2010)の気候 | パーマストンノース (1981−2010)の気候 | パーマストンノース (1981−2010)の気候 | パーマストンノース (1981−2010)の気候 | パーマストンノース (1981−2010)の気候 | パーマストンノース (1981−2010)の気候 | パーマストンノース (1981−2010)の気候 |
| 月                                   | 1月                                  | 2月                                  | 3月                                  | 4月                                  | 5月                                  | 6月                                  | 7月                                  | 8月                                  | 9月                                  | 10月                                 | 11月                                 | 12月                                 | 年                                   |
| ------------------------------------ | ------------------------------------ | ------------------------------------ | ------------------------------------ | ------------------------------------ | ------------------------------------ | ------------------------------------ | ------------------------------------ | ------------------------------------ | ------------------------------------ | ------------------------------------ | ------------------------------------ | ------------------------------------ | ------------------------------------ |
| 平均最高気温 °C （°F）               | 23.0 (73.4)                          | 23.5 (74.3)                          | 21.5 (70.7)                          | 18.6 (65.5)                          | 15.8 (60.4)                          | 13.3 (55.9)                          | 12.7 (54.9)                          | 13.5 (56.3)                          | 15.3 (59.5)                          | 16.7 (62.1)                          | 18.3 (64.9)                          | 20.9 (69.6)                          | 17.8 (64)                            |
| 日平均気温 °C （°F）                 | 17.8 (64)                            | 18.3 (64.9)                          | 16.4 (61.5)                          | 13.6 (56.5)                          | 11.4 (52.5)                          | 9.1 (48.4)                           | 8.6 (47.5)                           | 9.2 (48.6)                           | 11.0 (51.8)                          | 12.4 (54.3)                          | 13.8 (56.8)                          | 16.2 (61.2)                          | 13.1 (55.6)                          |
| 平均最低気温 °C （°F）               | 12.5 (54.5)                          | 13.0 (55.4)                          | 11.2 (52.2)                          | 8.6 (47.5)                           | 6.9 (44.4)                           | 4.9 (40.8)                           | 4.6 (40.3)                           | 5.0 (41)                             | 6.6 (43.9)                           | 8.1 (46.6)                           | 9.3 (48.7)                           | 11.5 (52.7)                          | 8.5 (47.3)                           |
| 降水量 mm （inch）                   | 55.0 (2.165)                         | 67.8 (2.669)                         | 51.8 (2.039)                         | 65.9 (2.594)                         | 71.5 (2.815)                         | 95.1 (3.744)                         | 82.5 (3.248)                         | 76.9 (3.028)                         | 86.1 (3.39)                          | 96.4 (3.795)                         | 80.9 (3.185)                         | 87.5 (3.445)                         | 918.2 (36.15)                        |
| 平均降水日数 （≥1.0 mm）             | 7.1                                  | 6.9                                  | 7.7                                  | 8.2                                  | 9.9                                  | 12.2                                 | 11.6                                 | 13.0                                 | 11.9                                 | 11.8                                 | 10.3                                 | 11.1                                 | 121.7                                |
| % 湿度                               | 75.3                                 | 77.7                                 | 79.4                                 | 81.2                                 | 85.8                                 | 86.8                                 | 86.8                                 | 84.6                                 | 79.7                                 | 80.5                                 | 76.7                                 | 76.0                                 | 80.9                                 |
| 平均月間日照時間                     | 212.4                                | 191.0                                | 173.5                                | 145.6                                | 109.3                                | 79.1                                 | 103.8                                | 119.9                                | 124.2                                | 142.6                                | 165.3                                | 176.7                                | 1,743.5                              |
| 出典：NIWA Climate Data              |                                      |                                      |                                      |                                      |                                      |                                      |                                      |                                      |                                      |                                      |                                      |                                      |                                      |

## 公園
エスプラナーデは休日は家族連れでにぎわう公園である。ブランコや滑り台、アスレチックが多数設置されている。また、ガス式のBBQセットも2つ設置されていて開園時であれば誰でも自由に使う事が出来る。また、バラ園、子供用プールやカフェなどもある。バラ園、子供用プールの使用は無料。

## 教育
パーマストンノースは教育面で知られている町で、学生の出入りが多い。
パーマストンノースには、スクエアから真っ直ぐFitzherbert Avenueを辿って丘の方にマッセー（Massey）大学があり、反対方向にはニュージーランド初の私立の4年制高等教育機関である国際大学 IPU New Zealandがある。

## 姉妹都市
- ミズーラ (モンタナ州), アメリカ合衆国
- 貴陽市, 中華人民共和国
- 崑山市, 中華人民共和国
- 三原市, 日本